# Scottish Borders
Scottish Borders (gael. Na Crìochan lub Crìochan na h-Alba) – jednostka administracyjna (council area) w południowo-wschodniej Szkocji, dawniej region administracyjny (1973–1996), z siedzibą w Newtown St Boswells.
Jednostka położona jest przy granicy angielskiej (nazwa jednostki oznacza „szkockie pogranicze”), nad Morzem Północnym. Jednostka zajmuje wschodnią część Wyżyny Południowoszkockiej oraz dolinę rzeki Tweed. Terytorium jednostki pokrywa się z historycznymi hrabstwami Berwickshire, Peeblesshire, Roxburghshire i Selkirkshire. W jego obrębie znajdują się także fragmenty dawnych hrabstw Midlothian (Edinburghshire) i East Lothian (Haddingtonshire). 
Większe ośrodki miejskie to Peebles, Galashiels, Selkirk, Jedburgh, Hawick i Kelso.
Administracyjnie dzieli się na pięć tzw. area committees:
- Berwickshire
- Eildon
- Tweeddale
- Cheviot
- Teviot and Liddesdale